# Contea di Zutphen
La contea di Zutphen (in olandese Graafschap Zutphen, in italiano anche Contea di Zutfania, desueto) è stata una signoria storica all'interno del medievale Sacro Romano Impero. Situata nell'attuale provincia di Gheldria nei Paesi Bassi, venne creata nell'XI secolo come dominio del vescovo di Utrecht. Tra il 1018 e il 1182 fu governata dai conti di Zutphen, e poi venne governata dai duchi di Gheldria del casato di Egmond attraverso un'unione personale. Nel 1339 la contea perse definitivamente la propria autonomia e divenne uno dei quattro quartieri della Gheldria. Il nome Graafschap (contea) viene ancora usato per Achterhoek, la regione a est di Zutphen, e per la squadra di calcio De Graafschap di questa regione.